# 香港2011年12月
- 12月5日，屯門良田村黑幫仇殺案。
- 12月26日，行政長官曾蔭權前往北京述職，匯報香港最新情況，國務院總理溫家寶充分肯定特區政府工作。泛民特首參選人何俊仁則認為溫總並沒有實際了解香港情況，又指他肯定特區政府工作令市民感錯愕，何表示過去一年政府表現與市民期望背道而馳。[1]
- 12月27日，港人常去的深圳羅湖商業城發生慘烈車禍，一輛長途豪華旅巴在巴士站外突然失控狂飆30米撞向人群，造成至少5人死亡，其中3名為港人。[2]
- 12月27日，內地國家廣電總局勒令封殺TVB電視劇天與地，內地視頻網站立即停播並刪除該劇。[3]
- 12月29日，政府公佈首輪機場第三條跑道興建計劃的公眾諮詢結果，顯示73%民意贊成建第三條跑道，環保團體直斥諮詢問卷設計有引導性，是誤導公眾曲解民意。[4]